# Aloe marginalis
Aloe marginalis é uma espécie de liliopsida do gênero Aloe, pertencente à família Asphodelaceae.